# Twerkulator
Twerkulator è un singolo del duo musicale statunitense City Girls, pubblicato il 21 maggio 2021.

## Descrizione e pubblicazione
Il brano, registrato nel 2020, è trapelato in internet nei primi mesi del 2021 ed è divenuto virale su TikTok. Tuttavia, dato l'utilizzo di un campione non dichiarato di Planet Rock di Afrika Bambaataa e dei Soulsonic Force come base del pezzo, il duo ha dovuto attendere l'autorizzazione di quest'ultimo per poterlo rendere disponibile sulle piattaforme di ascolto. Il 18 maggio 2021 le City Girls hanno svelato copertina e data di pubblicazione sui propri canali social.
Il ritornello della canzone è basato sulla melodia di Coffee Pot (It's Time for the Percolator) di Cajmere.

## Video musicale
Il video musicale, diretto da Missy Elliott, è stato reso disponibile il 7 luglio 2021.

## Tracce
Testi e musiche di Arthur Baker, Cutris Alan Jones, Ellis Williams, Emil Schult, John Miller, John Robie, Lance Taylor, Ralf Hütter e Robert Allen.
1. Twerkulator – 2:18

## Classifiche
| Classifica (2021) | Posizione massima |
| ----------------- | ----------------- |
| Stati Uniti       | 51                |